# 44e division d'infanterie (Allemagne)
Pour les articles homonymes, voir 44e division d'infanterie.
La  44e division d'infanterie est une des divisions d'infanterie de l'armée allemande (Wehrmacht) durant la Seconde Guerre mondiale.

## Création et différentes dénominations
La division est créée le 4 janvier 1938 à Vienne et détruite en janvier 1943 lors de la bataille de Stalingrad. Elle est recrutée essentiellement en Autriche.

## Composition

### 1erseptembre 1939
Général Albrecht Schubert
- 131e Régiment d'Infanterie
- 132e Régiment d'Infanterie
- 134e Régiment d'Infanterie

## Théâtres d'opérations
- 1er septembre au 6 octobre 1939 : campagne de Pologne
- Campagne de France : combat sur la Marne, puis à Paris et Orléans
- Opération Barbarossa au sein du groupe d'armée sud participant à la bataille de Kiev puis à la première bataille de Kharkov
- Combats défensifs dans la région de Kharkiv lors de l'hiver 1941-1942
- Opération Fall Blau vers Stalingrad
- Janvier 1943 : l’unité disparaît à la suite de la bataille de Stalingrad et après la capitulation des forces allemandes du Maréchal Paulus.

À l'automne 1942 elle fait partie du XI. Armeekorps qui couvre l'aile gauche de la 6e armée à l'ouest du Don. La position du corps se trouve très exposée à la suite de l'opération Uranus et de la prise de Kalatch-na-Donou par les Soviétiques et il doit effectuer un difficile repli à travers le Don. La 44.ID franchit le fleuve le 26 novembre 1942 et prend ses nouvelles positions sur la ligne de défense ouest de la poche de Stalingrad deux jours plus tard. Lors de la réduction de la poche par l'opération Koltso après plusieurs jours de durs combats, l'unité est pratiquement détruite par l'assaut soviétique le 21 janvier 1943. Ses derniers survivants à court de vivres et de munitions capitulent les 28 et 29 janvier 1943 soit quelques jours avant le reste de la 6e armée.

## Reconstitution en 1943-1945
En juin 1943 la division est reconstituée à partir de quelques éléments qui avaient échappé à l'encerclement et de deux nouveaux régiments. Elle prend le nom de 44. Reichsgrenadier-Division Hoch- und Deutschmeister, appellation de tradition autrichienne reprise du 4e régiment d'infanterie impérial Hoch- und Deutschmeister. Elle combat en Italie notamment lors de la bataille du Monte Cassino (Mont Cassin) puis en Hongrie et en Autriche jusqu'en 1945.

## Commandants

### 44edivision d'infanterie
- Lieutenant général Albrecht Schubert (à partir du 1er avril 1938)
- Lieutenant général Friedrich Siebert (du 1er avril 1938 au 4 novembre 1939)
- Lieutenant général Heinrich-Anton Deboi (du 4 novembre 1939 au 30 janvier 1942), mort en captivité en URSS en 1955

### 44edivision de grenadiers du ReichHoch- und Deutschmeister
- Lieutenant général Franz Beyer (à partir du 12 mars 1943)
- Lieutenant général Friedrich Franek (du 1er janvier au 7 mai 1944)
- Lieutenant général Bruno Ortner (nn) (du 7 mai au 16 juin 1944)
- Major général Paul Klatt (du 16 au 21 juin 1944)
- Lieutenant général Hans-Günther von Rost (du 21 juin 1944 au 23 mars 1945)
- Colonel Hoffmann (du 23 mars au 5 avril 1945)
- Major général Rudolf Langhäuser (du 5 avril au 8 mai 1945)